# حسن باشا بن الخديو إسماعيل

حسن باشا

الأمير حسن باشا بن إسماعيل باشا (مصر، 1271 هـ ـ الآستانة، 10 رجب 1305 هـ) هو ابن الخديو إسماعيل من مثل ملك هانم. حمل رتبة مشير الدولة العثمانية.
تلقى حسن باشا مبادئ اللغات والعلوم في المدارس المصرية، ثم أرسله والده إلى أوروبا مع إخوته فدرس الفنون العسكرية، ولما عاد إلى مصر عينه أبوه قائدًا عامًا للحملة المصرية على الحبشة، فقائدًا للنجدة التي أرسلتها الحكومة المصرية لمساعدة الدولة العثمانية في الحرب الروسية العثمانية، حيث كرمته الدولة العثمانية بأوسمتها. ولما عاد إلى مصر احتفل والده بقدومه احتفالًا عسكريًا باذخًا. وبعد خلع الخديو إسماعيل، سافر حسن باشا مع أبيه إلى إيطاليا، ثم استقدمه أخوه الخديو توفيق وأرسله في حملة إلى السودان، ولما أتم مهمته، عاد إلى القاهرة، ومنها إلى الآستانة، حيث عينه السلطان عبد الحميد الثاني ياورًا له.
وفي 10 رجب 1305 هـ، توفي حسن باشا في الآستانة، فأصدر السلطان عبد الحميد الثاني أمرًا بنقل جثمانه إلى مصر إنفاذًا لوصيته، فنُقل إلى الإسكندرية على متن بارجة، حيث دُفن في مقام النبي دانيال.